# Białobród-Kolonia
Białobród-Kolonia – część miasta Kleczew w Polsce w województwie wielkopolskim, w powiecie konińskim, w gminie Kleczew.
W latach 1975–1998 miejscowość administracyjnie należała do województwa konińskiego.